# Chrysosoma ovale
Chrysosoma ovale är en tvåvingeart som beskrevs av Becker 1922. Chrysosoma ovale ingår i släktet Chrysosoma och familjen styltflugor. Inga underarter finns listade i Catalogue of Life.